# Ivănești
Ivănești is een Roemeense gemeente in het district Vaslui.
Ivănești telt 4901 inwoners.